# Недам
Недам (хорв. Nedam) — глубокая карстовая пещера в Хорватии, горный массив Велебит, на территории национального парка Северный Велебит. Глубина пещеры на 2024 год составляет −1335 м, что делает её второй по глубине пещерой Хорватии, следом за пещерой Лукина яма (−1431 м).

## История исследований
Пещера была открыта в 1997 году во время исследований расположенной поблизости пещеры Patkov Gušt и была пройдена до глубины −118 м. На следующий год была достигнута глубина −247 м, спелеологов остановил очень узкий непроходимый меандр с сильной тягой воздуха. В 2006 году предпринимались безуспешные попытки пройти меандр, в результате чего возникло название пещеры: в переводе с хорватского «ne dam» значит «не дам». Лишь в 2019 году в рамках крупной международной экспедиции, включавшей 70 участников, после пяти дней работ по расширению узости меандр был пройден, и пещера продолжилась серией колодцев. На глубинах 300 и 600 м были организованы подземные лагеря, была достигнута глубина −740 м. В следующем 2020 году исследования были продолжены, экспедиции следовали одна за другой. В июне пещера углубилась до −1143 м; был оборудован лагерь на глубине 950 м; в июле на глубине −1192 м обнаружен сифон; в августе в результате погружения сифон был пройден, достигнута глубина −1250 м. В июне 2022 года спелеологи, совершив ряд сложных погружений, углубили пещеру до −1335 м.

## Животные
В пещере встречена пиявка-троглобионт Erpobdella mestrovi, эндемик пещер Велебита.